# Nhóm ngôn ngữ Chứt
Nhóm ngôn ngữ Chứt, là nhóm ngôn ngữ nhỏ thuộc ngữ chi Việt của ngữ hệ Nam Á, phạn bố trên lãnh thổ Việt Nam và Lào. Đây là một trong ba nhóm, cùng với nhóm tiếng Thổ và nhóm Việt-Mường tạo nên ngữ chi Việt rộng lớn hơn.
Nhóm ngôn ngữ Chứt bao gồm 3 ngôn ngữ: Tiếng Arem, 20 người nói ở Việt Nam và 20 người nói ở Lào; tiếng Chứt, 3.830 người ở Việt Nam (điều tra dân số năm 1999) và 450 người ở Lào (điều tra dân số năm 1995); và tiếng Mã Lèng [pkt], 800 người ở Lào (Ferlus 1996) và 200 người ở Việt Nam (Ferlus 1996). Ngoài ra, tiếng Thavưng cũng được phân loại thuộc nhóm Chứt và nằm ở nhánh phía Tây.